# Funing, Wenshan
Funing är ett härad i Wenshans autonoma prefektur för hanifolket och yifolket i Yunnan-provinsen i sydvästra Kina. Det ligger omkring 350 kilometer sydost om provinshuvudstaden Kunming. 